# Trolleybus van Lugano
De Trolleybus van Lugano, in het Italiaans rete filoviaria di Lugano, was het trolleybusnet van de Zwitserse stad Lugano. Het vervoerbedrijf Azienda Comunale dei Trasporti della Città di Lugano (ACTL), tot 1969 Azienda Comunale del Traffico (ACT) genoemd, exploiteerde het net van 1954 tot 2001. Het laatste anderhalf jaar was de exploitatie in handen van het op 1 januari 2000 nieuw opgerichte publiek vervoerbedrijf Trasporti Pubblici Luganesi SA, afgekort TPL. De trolleybus kwam, tot de opheffing ervan in 1959, in de plaats van de in 1896 opgerichte tram van Lugano. Tussen 1975 en 1981 werd het net wezenlijk uitgebreid. De elektrische tractie werd circa twee decennia later opgeheven en vervangen door gewone autobussen. De bovenleiding werd binnen het jaar ontmanteld en was tegen de zomer 2002 volledig verdwenen.

## Geschiedenis
De trolleybus van Lugano was een van de laatste trolleybusbedrijven die in Zwitserland in dienst kwam. Nadien volgden nog enkel de netten van Vevey–Villeneuve in 1957 en Schaffhausen in 1966. Het net ontstond in eerste instantie door de omvorming van het tramnet naar trolleybusexploitatie, waarbij de voormalige tramlijnen gelijktijdig werden verlengd. Bijzonder aan het trolleybusnet van Lugano was de hoge spanning van de bovenleiding, namelijk 1000 volt gelijkstroom. Dit was een voortzetting van het tramnet waardoor de elektrische infrastructuur kon hergebruikt worden en de investeringskosten beperkt. Een ander voordeel was dat tussen 1954 en 1959 de trams en trolleybussen parallel aan elkaar in dienst konden blijven zonder extra infrastructurele maatregelen. Ook kon gemakkelijker gekruist worden met de bovenleidingen met de voorstedelijke spoorlijnen Ferrovia Lugano - Tesserete, Ferrovia Lugano - Cadro - Dino en Ferrovia Lugano - Ponte Tresa.
In 1963 breidde het net zich uit naar Massagno - Savosa Crocifisso (later verlengd tot Vezia) dat tot dan niet elektrisch werd bediend. Als gevolg van wijzigingen in de verkeersafwikkeling (invoering van eenrichtingsverkeer in het stadscentrum) waren er in 1972 grotere aanpassingen nodig aan de bovenleiding. Het net telde toen de volgende drie lijnen met een gecumuleerde lengte van 13,4 kilometer:
| 1/2 | Castagnola–Centro–Paradiso              | Transversale lijn |
| 3/4 | Breganzona–Centro–Pregassona            | Transversale lijn |
| 5/6 | Centro–Massagno–Savosa Crocifisso–Vezia | Radiale lijn      |

Door een aanpassing aan het net werd de diametrale lijn 3/4 in 1993 gesplitst waardoor ook de richtingsafhankelijke lijnnummers ophielden te bestaan.
| 1 | Castagnola–Centro–Paradiso              | Transversale lijn                                          |
| 3 | Centro–Pregassona                       | Transversale lijn                                          |
| 4 | Centro–Breganzona                       | Radiale lijn, begin 1998 gewijzigd naar dieselbusbediening |
| 5 | Centro–Massagno–Savosa Crocifisso–Vezia | Radiale lijn                                               |

De oorzaken voor de opheffing van het trolleybusnet waren enerzijds het overtijdse voertuigenpark en anderzijds de hoge spanning van de bovenleiding; op de markt van de gestandaardiseerde trolleybussen waren er geen fabrikanten die dergelijke voertuigen konden aanbieden. Het onderhoud aan voertuigen en infrastructuur nam in de jaren 1990 geleidelijk af. Als gevolg hiervan verleende de overheid nog slechts beperkte exploitatievergunningen en de verderzetting van de exploitatie zou afhankelijk geweest zijn van diverse voorwaarden.

## Voertuigen
Voor de trolleybus van Lugano werden in de loop van de jaren de volgende 36 voertuigen aangekocht.
|  | Nummers | Aantal | Fabrikant                        | Elektrisch gedeelte                             | Bouwjaar  | Soort        | Opmerkingen                                                                      |
|  | ------- | ------ | -------------------------------- | ----------------------------------------------- | --------- | ------------ | -------------------------------------------------------------------------------- |
|  | 101–103 | 03     | FBW / Ramseier + Jenzer          | SAAS (Société Anonyme des Ateliers de Sécheron) | 1954      | Standaardbus |                                                                                  |
|  | 104–113 | 10     | FBW / Bosia                      | SAAS                                            | 1960      | Standaardbus | Voertuig 112 vanaf 1988 rijschoolbus                                             |
|  | 114–117 | 04     | FBW / Ramseier & Jenzer / Lepori | SAAS                                            | 1966      | Standaardbus |                                                                                  |
|  | 118–121 | 04     | Volvo / Hess                     | SAAS                                            | 1974      | Standaardbus |                                                                                  |
|  | 122–125 | 04     | Volvo / Hess                     | SAAS                                            | 1975      | Gelede bus   |                                                                                  |
|  | 126–127 | 02     | FBW / Hess                       | SAAS                                            | 1966      | Standaardbus | In 1978 overgenomen van de trolleybus Altstätten - Berneck, ginds nummers 6 en 7 |
|  | 201–206 | 06     | Daimler-Benz / Vetter            | BBC                                             | 1985–1988 | Gelede bus   | 202 uit dienst na brand in december 1992                                         |
|  | 207–209 | 03     | Daimler-Benz / Vetter            | ABB                                             | 1988      | Standaardbus |                                                                                  |

De voertuigen 201 en 203–209 vertrokken na de opheffing van het net naar de Roemeense stad Brașov waar zij tot op heden nog van tijd tot tijd dienst doen. De voertuigen met nummers 101, 112, 124 en 126 zijn eigendom van de Trolleybusverein Schweiz (TVS). Dit geldt tevens voor de in 1963 gebouwde FIAT-ladderwagen met nummer 67.